# Макаши (Брестская область)
Макаши́ (бел. Макашы) — деревня в Барановичском районе Брестской области Белоруссии. Входит в состав Крошинского сельсовета. Население — 18 человек (2019).

## География
Расположена в 24 км по автодорогам к северо-востоку от центра Барановичей, в 11 км по автодорогам к востоку от центра сельсовета, агрогородка Крошин, и в 2 км по автодорогам от железнодорожного остановочного пункта Юшковичи. Имеются кладбище, баня и заброшенная ферма.

## Этимология
Название Макаши относится к ойконимическому типу, который получил распространение с рубежа XV—XVI веков и до XVII—XVIII веков. Топоним Макаши происходит от коллективного прозвища первопоселенцев. Антропоним Макаш является просторечно-диалектной формой личного имени Макар.

## История
По переписи 1897 года — в Черниховской волости Новогрудского уезда Минской губернии, 41 двор, действовали трактир и мельница. В 1909 году — деревня (50 дворов, 202 жителя) и фольварк (1 двор, 10 жителей) той же волости. 
С 1921 года в гмине Чернихово Барановичского повета Новогрудского воеводства Польши. По переписи 1921 года в деревне числилось 57 жилых и 1 прочее обитаемое здание, в которых проживало 322 человека (169 мужчин, 153 женщины), из них 176 белорусов и 146 поляков (по вероисповеданию — 159 православных, 158 римских католиков и 5 иудеев).
С 1939 года в составе БССР. С 15 января 1940 года в Городищенском районе Барановичской, с 8 января 1954 года Брестской области, с 25 декабря 1962 года в Барановичском районе. С конца июня 1941 года до июля 1944 года оккупирована немецко-фашистскими захватчиками. На фронтах войны погибли 4 сельчанина.
До недавнего времени действовал магазин.

## Население
В 2022 году в деревне проживало 17 человек в 13 хозяйствах.
| Численность населения (по переписи) | Численность населения (по переписи) | Численность населения (по переписи) | Численность населения (по переписи) | Численность населения (по переписи) | Численность населения (по переписи) | Численность населения (по переписи) | Численность населения (по переписи) | Численность населения (по переписи) |
| 1897                                | 1909                                | 1921                                | 1939                                | 1959                                | 1970                                | 1999                                | 2009                                | 2019                                |
| ----------------------------------- | ----------------------------------- | ----------------------------------- | ----------------------------------- | ----------------------------------- | ----------------------------------- | ----------------------------------- | ----------------------------------- | ----------------------------------- |
| 243                                 | ↘212                                | ↗322                                | ↗386                                | ↘343                                | ↘278                                | ↘68                                 | ↘42                                 | ↘18                                 |